# Lerchenauer Straße
Die Lerchenauer Straße ist eine etwa 5,9 km lange Ausfallstraße im Norden von München.

## Beschreibung
Die Lerchenauer Straße verläuft von der Schleißheimer Straße östlich des Olympiaparks (mit Zugang zur Zentralen Hochschulsportanlage, an einem Hochbunker, dem Olympiadorf und dem Studentenviertel über den Helene-Mayer-Ring bzw. die Connollystraße) an der BMW Welt, dem BMW Museum, dem BMW-Werk, dem U-Bahnhof Olympiazentrum/Brundageplatz, der International Bilingual School Munich und dem Gymnasium München Feldmoching vorbei in nordnordwestlicher Richtung Nähe der Dreiseenplatte bis hin zur Pflaumstraße in Feldmoching. Sie kreuzt den Georg-Brauchle-Ring/Petuelring und die  die Moosacher Straße.
Die Lerchenauer Straße durchquert somit die Stadtteile Schwabing, Am Riesenfeld, Lerchenau und Feldmoching. Nördlich der Moosacher Straße unterquert sie am Bahnhof Milbertshofen den Münchner Nordring mit einer Unterführung. Südlich des Bahnhofs Feldmoching quert die Lerchenauer Straße mit zwei Bahnübergängen die Verbindungsstrecke von Feldmoching zum Nordring und die Bahnstrecke München–Regensburg, auf Höhe des Olympiaparks überquert sie den Nymphenburg-Biedersteiner Kanal. Zwischen Moosacher Straße und Preußenstraße liegt an ihr auch ein kleiner Abschnitt des Äußeren Radlrings.
An der Lerchenauer Straße 34, 53 und 307 befinden sich Baudenkmäler in Milbertshofen bzw. in Schwabing-West.

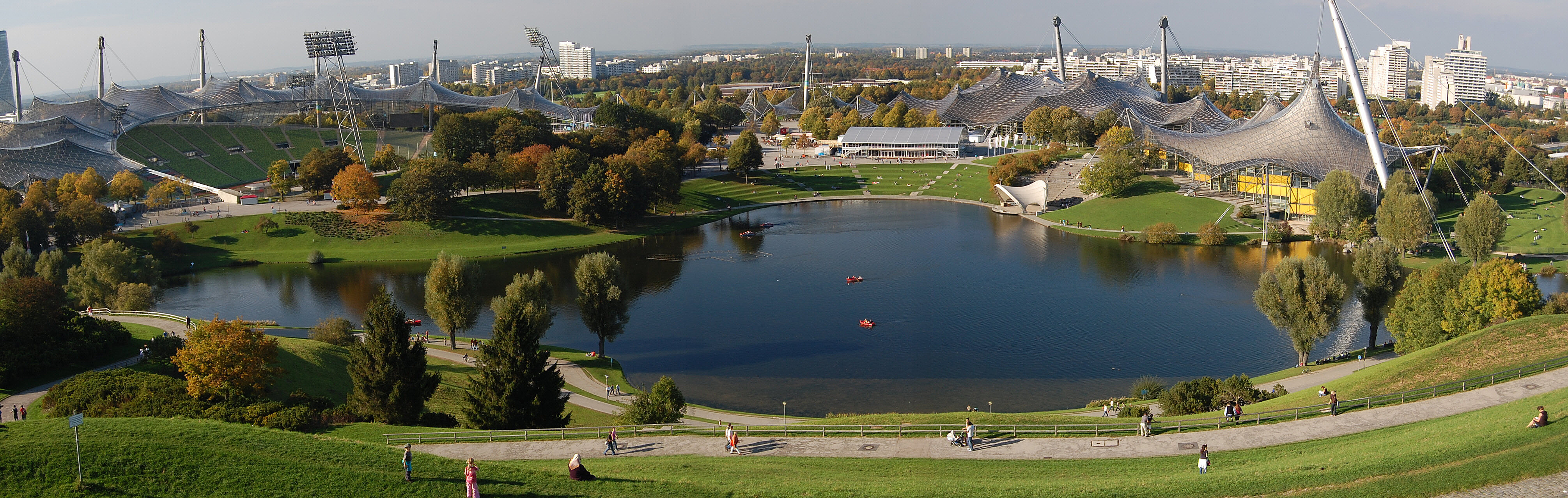
Olympiapark
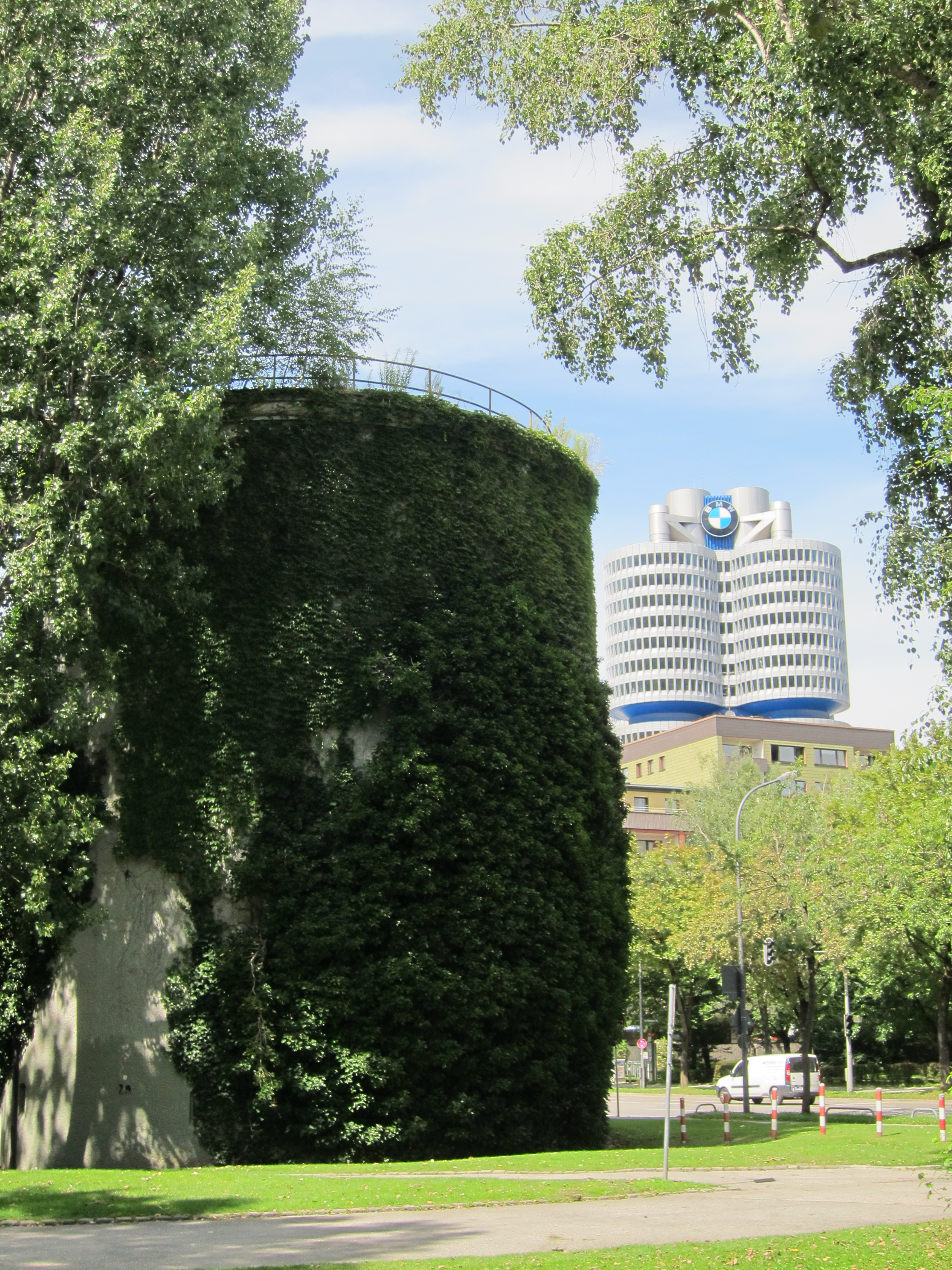
Hochbunker
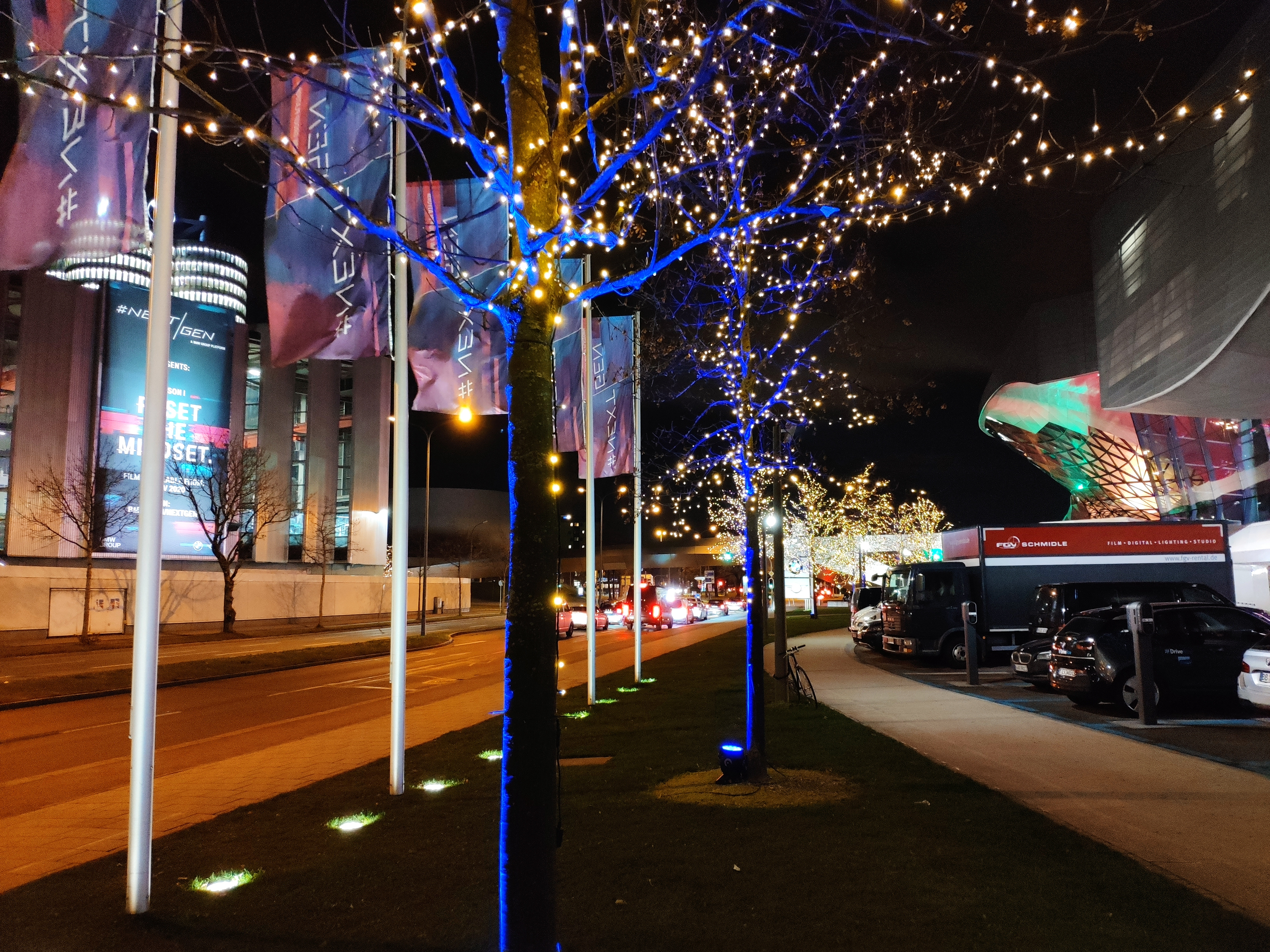
Weihnachtsbeleuchtung BMW
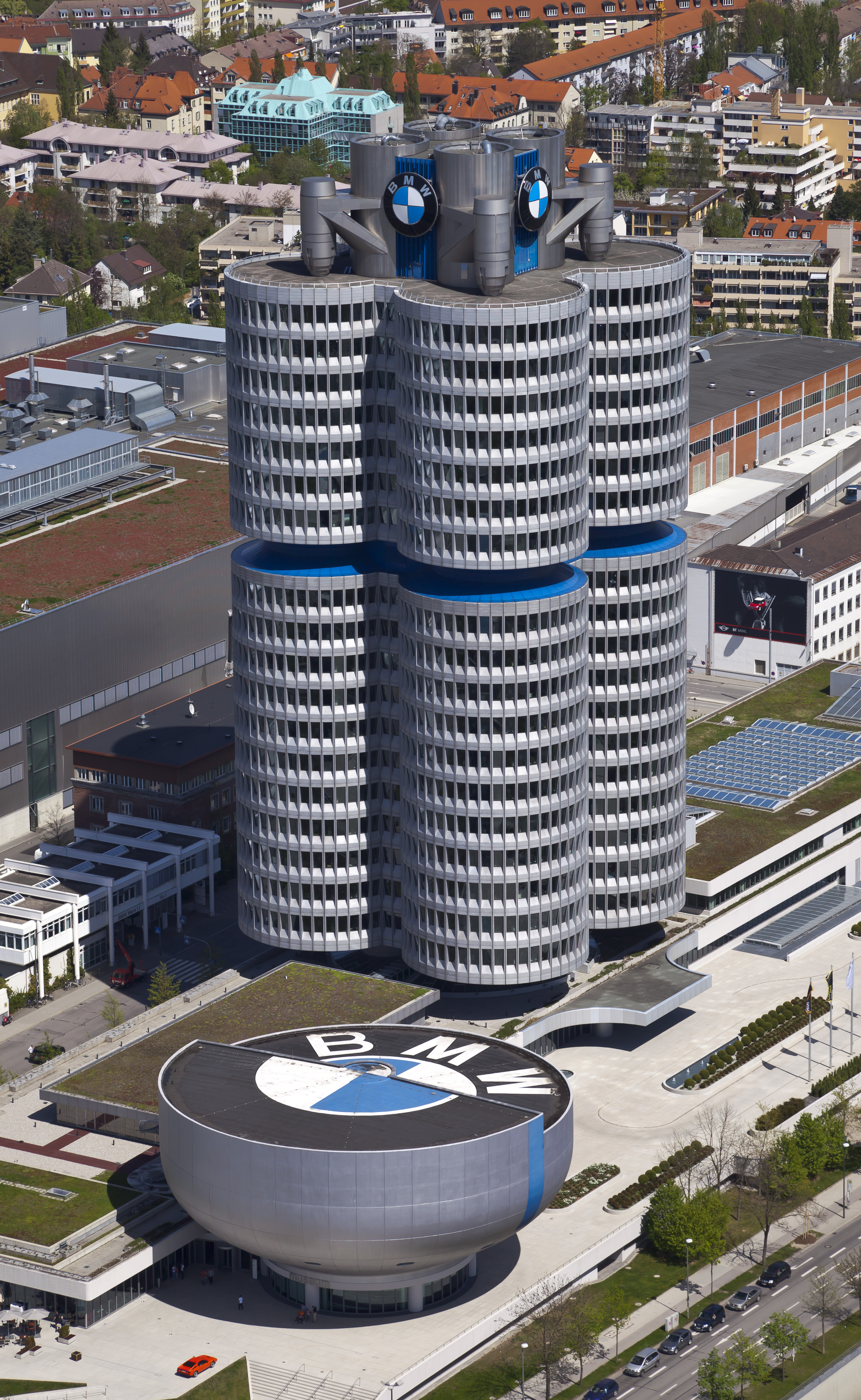
BMW-Museum
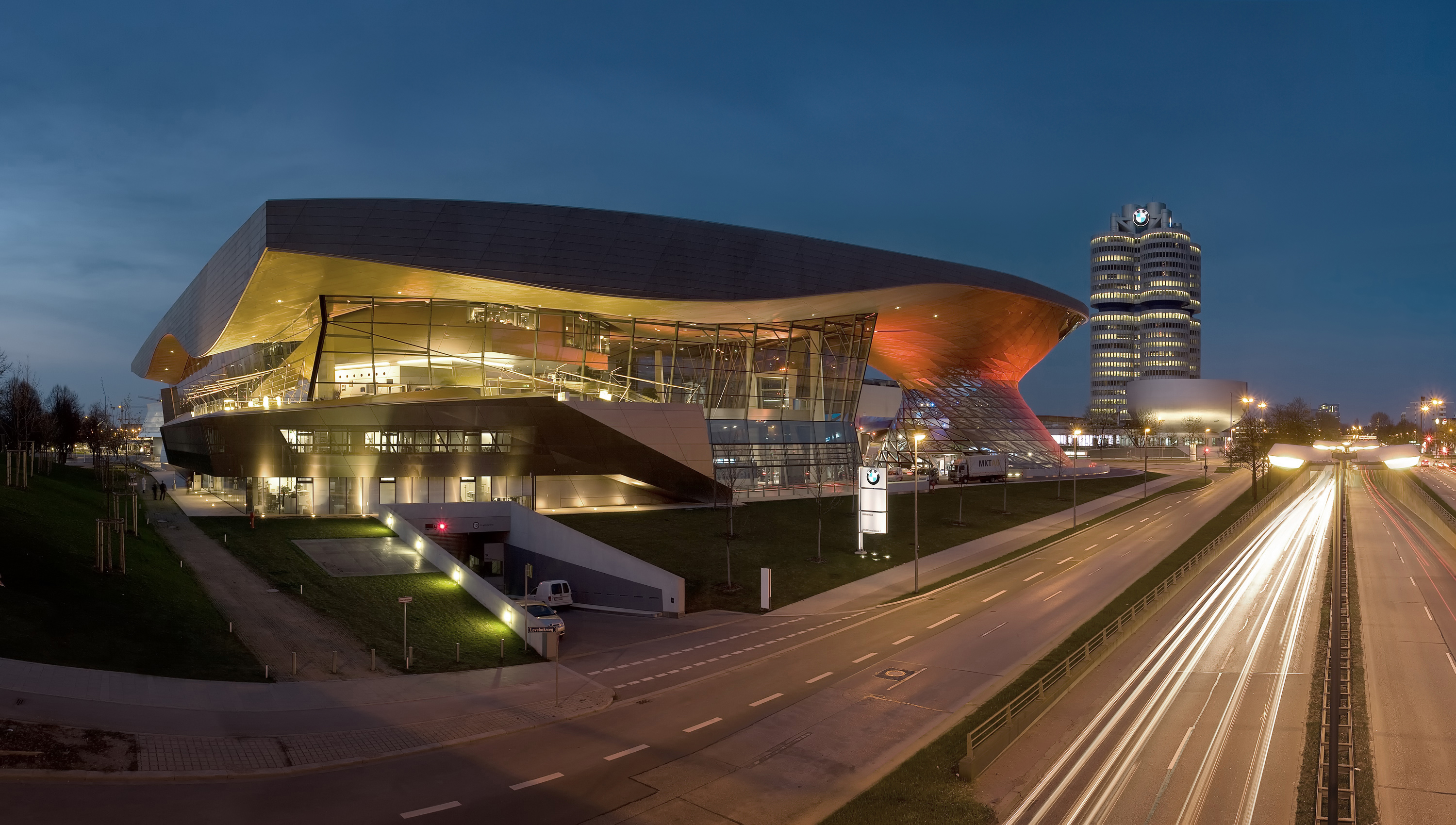
BMW-Welt
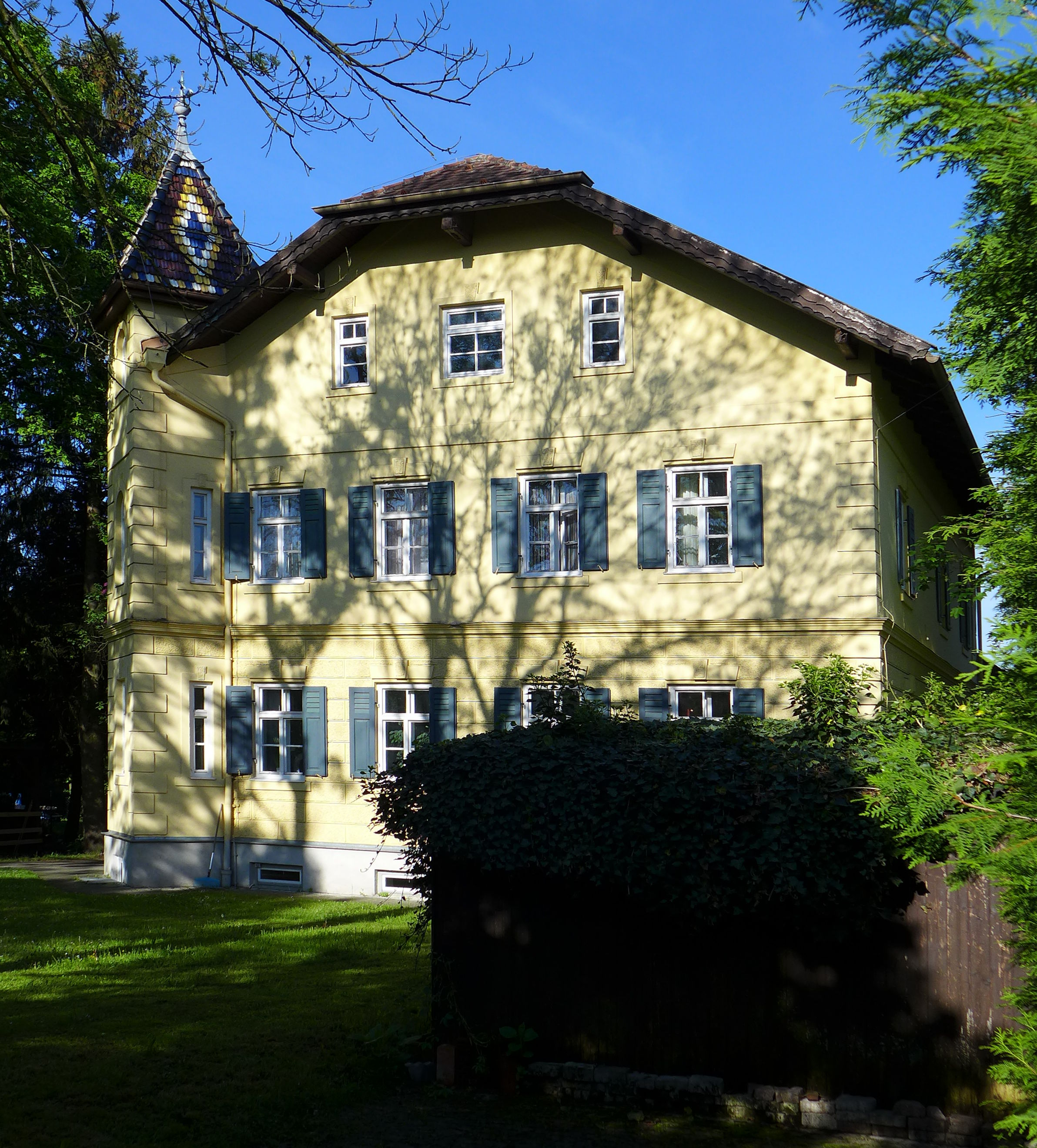
Ländliches Wohnhaus (um 1900), Lerchenauer Straße 307
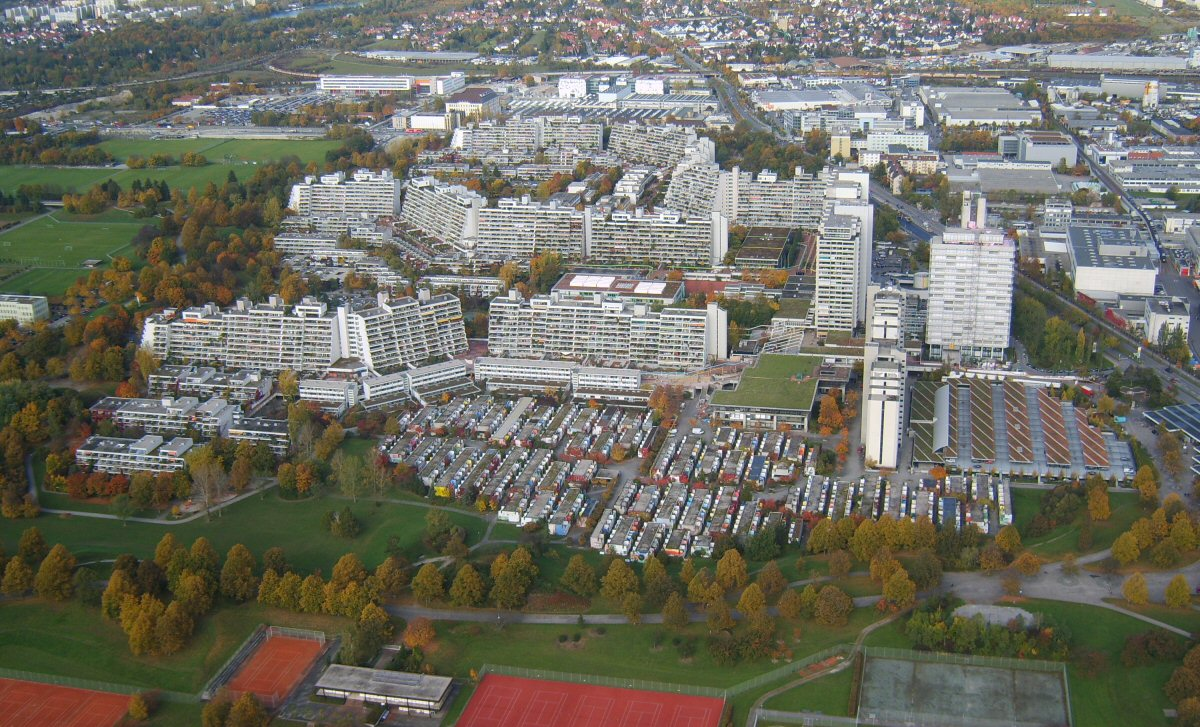
Olympiadorf, Studentenviertel und ZHS
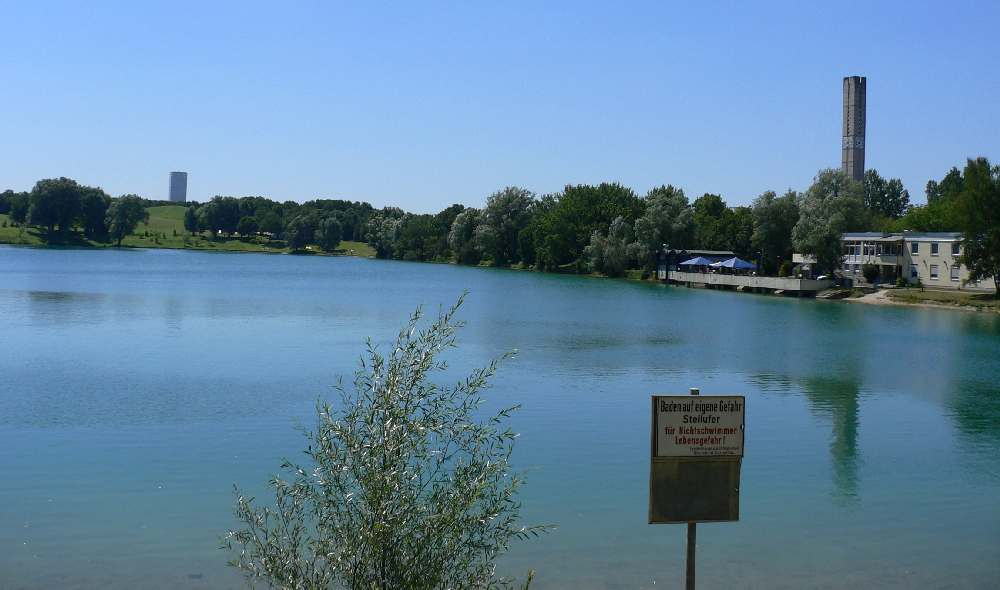
Lerchenauer See
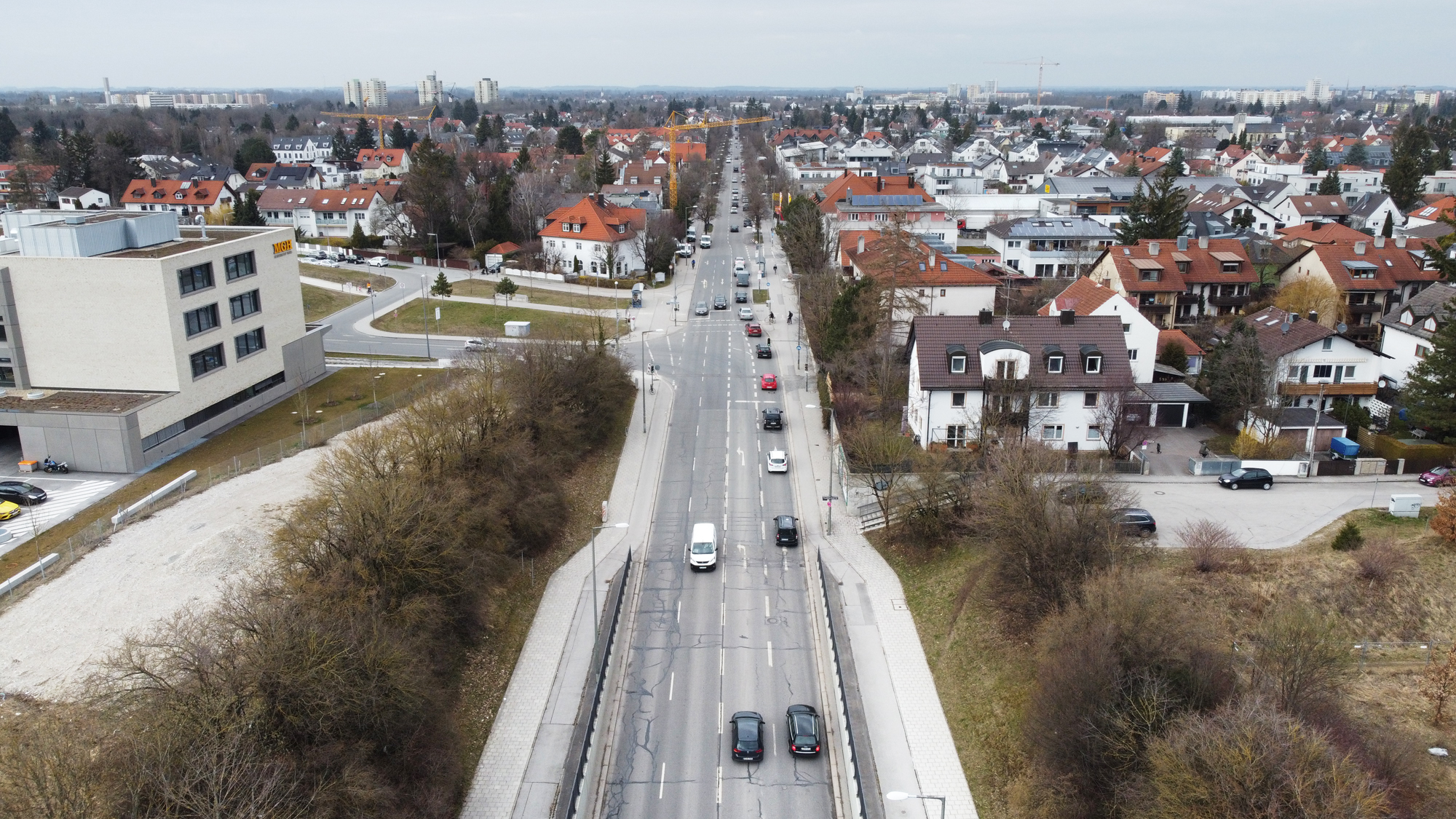
Lerchenauer Straße in Lerchenau von Süden nach Norden. März 2021

## Geschichte
Die Lerchenauer Straße wurde nach der Kolonie Lerchenau benannt, die seit 1901 am Stadtrand von München als Teil von Feldmoching entstanden und 1938 nach München eingemeindet worden ist. Bis 1947 hieß die Lerchenauer Straße dort Münchner Straße.